# Jan Machlowski
Jan Machlowski (ur. 18 czerwca 1891, zm. ?) – podpułkownik Wojska Polskiego.

## Życiorys
Urodził się 18 czerwca 1891. Po odzyskaniu przez Polskę niepodległości został przyjęty do Wojska Polskiego. Został awansowany do stopnia majora w korpusie oficerów zawodowych inżynierów i saperów ze starszeństwem z dniem 1 czerwca 1919. W latach 20. był przydzielony do 1 pułku saperów. Jako oficer nadetatowy tej jednostki w 1923 był wykładowcą Kościuszkowskim Obozie Szkolnym Saperów w Warszawie, w 1924 służył w Departamencie V Inżynierii i Saperów Ministerstwa Spraw Wojskowych, w 1928 w 5 Okręgowym Szefostwie Saperów w Krakowie.
Uczestniczył w II wojnie światowej. Awansowany do stopnia podpułkownika.

## Odznaczenia
- Krzyż Kawalerski Orderu Odrodzenia Polski (12 listopada 1946)[10]
- Krzyż Walecznych